# 海南五层龙
海南五层龙（学名：Salacia hainanensis）是卫矛科五层龙属的植物，是中国的特有植物。分布在中国大陆的海南等地，生长于海拔40米至330米的地区，常生于山坡丛林中，目前尚未由人工引种栽培。
其种加词“hainanensis”意为“海南的”。